# Chikara Hanada
Chikara Hanada (japanisch 花田 力 Hanada Chikara; * 24. November 1993 in der Präfektur Tochigi) ist ein japanischer Fußballspieler.

## Karriere
Hanada erlernte das Fußballspielen in der Jugendmannschaft vom Tochigi SC. Seinen ersten Vertrag unterschrieb er 2012 bei Japan Soccer College. 2015 wechselte er zum Drittligisten Grulla Morioka. Für den Verein absolvierte er vier Ligaspiele. 2016 wechselte er zu Tochigi Uva FC. Für den Verein absolvierte er 32 Ligaspiele. 2018 wechselte er zum Viertligisten Vanraure Hachinohe nach Hachinohe. Am Ende der Saison 2018 stieg der Verein in die dritte Liga auf. Für Hachinohe absolvierte er 38 Spiele. Im Januar 2021 unterschrieb er einen Vertrag beim Okinawa SV. Der Verein aus Uruma spielt in der fünftklassigen Kyushu Soccer League. Am Ende der Saison 2022 feierte er mit dem Verein die Meisterschaft und den Aufstieg in die vierte Liga.

## Erfolge
Okinawa SV
- Kyushu Soccer League: 2022  ▲